# کاهش نقطه انجماد

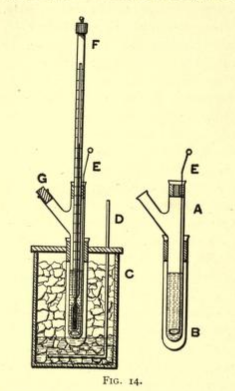
کاهش نقطه انجماد

کاهش نقطه انجماد (به انگلیسی: Freezing-point depression) یک فرایند است که در آن حل‌شونده به یک حلال اضافه می‌شود که در طی آن نقطه انجماد حلال کاهش می‌یابد.